# Генерал-полковник піхоти
Генерал-полковник піхоти (фр. colonel général de l'infanterie) — воєнна посада, яка існувала у Франції у XVI—XVIII століттях.

## Історія посади
Ранг генерала-полковника французької піхоти був заснований королем Франциском I у процесі реформування французької армії, одночасно з аналогічними посадами генерал-полковників інших національних формувань.
Наказом від 22 травня 1542 року була сформована П'ємонтська армія маршала д'Аннебо, граф Шарль I де Коссе-Бриссак був призначений генерал-полковником всіх її французьких піхотних частин. На початку кампанії 1543 року Бриссак, був переведений на посаду командувача п'ємонтською легкою кавалерією, і 1 травня генерал-полковником французької піхоти по ту сторону гір став (Colonel général de l'infanterie Françoise delà les monts) Жан де Те.
Оскільки у кампанію 1544 року де Те діяв зі своїми військами на північному театрі війни, 1 жовтня він був призначений генерал-полковником по ту і по цю сторону гір. Після того, як де Те впав у немилість і був відправлений у відставку, Генріх II 29 квітня 1549 року заснував дві окремі посади генерал-полковників піхоти — по ту і по цю сторону гір.
Після смерті на весні 1569 року Тімолеона де Коссе-Брісака, генерал-полковника по ту сторону гір, і Франсуа д'Андело (по цю сторону), Карл IX 28 травня поєднав обидві посади, призначивши на новий пост Філіппо Строці.
У часи правління Франциска I генерал-полковник здійснював командування всієї французькою піхотою, і призначав офіцерів на всі посади, окрім постів командирів рот Старих загонів, ці привілеї король зберіг за собою. Генріх II передав адміралу Коліньї і ці повноваження, але Карл IX знову відібрав їх в Андело.
Едиктом, виданим у Сен-Жермен-ан-Хмелі у грудні 1584 року, і зареєстрованим парламентом 16 січня 1585 року, Генріх III підвищив посаду генерал-полковника піхоти у ранг одного з найвищих чинів корони Франції, #і, призначивши на цю посаду герцога д'Епернона, передав йому право призначення всіх офіцерів, включаючи кампмейстра гвардійського полку.
Генріх IV знову було урізано повноваження генерал-полковника, 31 травня 1605 року відібравши у #нього право призначення кампмейстрів полків, і зберігши за собою право перемінного з д'Еперноном призначати командирів ротами у гвардії. У 1632 році посада була поєднана з аналогічною посадою генерал-полковника німецької піхоти. У 1639 році наступник д'Епернона Бернар де Ногаре, звинувачений у невдачі під Фуентеррабією, потрапив у немилість і втік з країни, після чого кардинал Рішельє фактично скасував посаду генерал-полковника піхоти, а після смерті герцога у 1642 році вона була формально ліквідована наказом, виданим у Сен-Жермен-ан-Хмелі у квітні 1643 року, і зареєстрованим парламентом 23 квітня.
У тому ж році, з початком нового царювання, новий герцог д'Еперно повернувся у Францію і був відновлений у посаді свого батька (едиктом, виданим в Парижі у серпні, і зареєстрованим парламентом 26 квітня). Після його смерті у 1661 вона була скасована Людовиком XIV едиктом 26 липня. Через два дні ордонансом кампмейстери були перейменовані на полковників.
11 травня 1721 року посада була відновлена для герцога Шартрського. 5 грудня 1730 року він був від неї відставленим, а ордонансом 8-го її знову було скасовано. В останнє її відновили 7 квітня 1780 року для принца Конде, під назвою генерал-полковника французької іноземної піхоти, але без підпорядкування йому швейцарців і граубюнденців, які залишилися під командуванням свого генерал-полковника. Фактично пост був декоративним. Остаточно посада була скасована едиктом від 17 березня 1788 року.
Геральдичною відмінністю посади були шість стягів, розташованих хрестоподібно позаду герба.

## Генерал-полковники по ту сторону гір
- 1542—1543 — граф Шарль I де Коссе-Бриссак
- 1543—1547 — Жан де Те
- 1547—1556 — Франсуа де Бонніве
- 1556—1558 — Франсуа де Вандом, відам Шартрський
- 1558—1561 — принц Луї I де Бурбон-Конде
- 1561—1569 — граф Тимолеон де Коссе-Бриссак

## Генерал-полковники по цю сторону гір
- 1547—1556 — граф Гаспар II де Коліньї
- 1556—1569 — Франсуа д'Андело

### Виконувач на посаді генерал-полковника
Франсуа д'Андело, котрий прийняв кальвінізм, три рази був відстороненим від обов'язків генерал-полковника, і виконувачами прийнятими на посаду, були наступні офіцери:
- 1.06.1558 — 3.04.1559 — Блез де Монлюк
- 28.04 — 4.11.1562 — Шарль де Ларошфуко, граф де Рандан
- 5.11.1562 — 03.1563 — віконт Себастьен де Люксембург-Мартиг
- 28.09.1567 — 27.05.1569 — Філіппо Строцці

## Генерал-полковники французької піхоти
- 1569—1581 — Філіппо Строцці
- 1581—1610 — Жан-Луї де Ногаре, герцог д'Епернон
- 1610—1661 — Бернар де Ногаре, герцог д'Епернон
- 1721—1730 — герцог Луї Орлеанський
- 1780—1788 — принц Луї-Жозеф де Бурбон-Конде